# AKOS Arkitekter & Ingenjörer

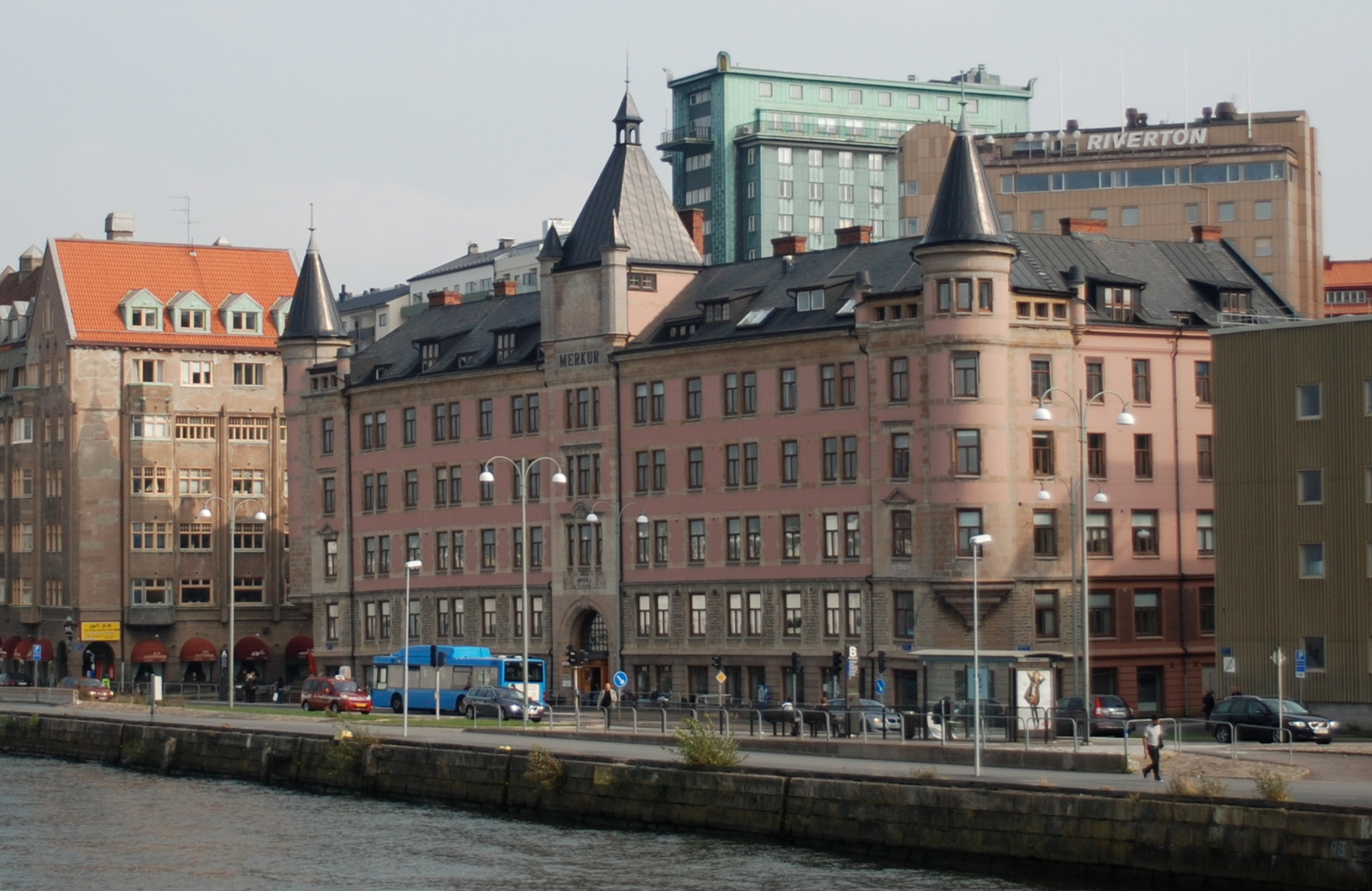
Merkurhuset på Skeppsbron i Göteborg

AKOS Arkitekter & Ingenjörer AB är ett arkitektkontor och en ingenjörsbyrå i Göteborg, som grundades av den tyskfödde byggmästaren och arkitekten August Krüger under namnet A. Krüger. 

## Historia
August Krüger började sin verksamhet i Danmark, men till följd av de politiska förhållandena flyttade han till Sverige i slutet av 1840-talet. Han startade firma i Göteborg och snart anslöt kompanjonen Johan August Westerberg. Firman växte och Krüger räknades snart  som en av Västsveriges större byggmästare. I Göteborgsområdet utarbetade han själv ritningarna till Göteborgs synagoga (1855). Han vann tillbyggnaden av Göteborgs bank på Drottninggatan 11 (1861) och Askims kyrka 1878–1879. I Vänersborg ritade han stadshuset (1869), länslasarettet (1876), vattentornet (1882) och flickskola (1885) och Vänersborgs museum (1885).
Efter det att arkitekten Johan August Westerberg anslutit till firman, bytte den namn till Krüger & Westerberg. August Krüger två söner, Georg Krüger (1847-94) och Ernst Krüger (1859-1926), anslöt sig 1891, och det nya namnet blev A. Krüger & Son, som 1914 omvandlades till ett aktiebolag.
Ernst Krüger blev något av en bankspecialist strax efter förra sekelskiftet med ett tiotal bankbyggnader i bland annat Göteborg, Arvika, Borås och Alingsås. Hans glastäckta bankhallar utmärks enligt arkitekturhistorikern Fredrik Bedoire av "en luftighet och spänst, som förhöjs av glastakens fintecknade spröjsning", och håller en hög valör. Därtill ritade han några av de mer betydande industri och kontorsanläggningarna i Göteborg så som kontorshuset Merkurius på Skeppsbron (1897) och SKF:s anläggning i Gamlestan (1909).
Krüger var även fastighetsägare, bland annat Södra hamngatan 17 som då innefattade Ölhallen Weise. Kring sekelskiftet sålde han fastigheten till Göteborgs handelsbank och fick samtidigt i uppdrag att uppföra en ny bankbyggnad i fyra våningar på tomten. 1904-1905 stod den fyra våningar höga byggnaden färdig med en barockinspirerad fasad av granit. Den glasövertäckta bankhallen placerades på innergården.
På 1950-talet tog Owe Svärd över företaget. Bolaget hade återkommande uppdrag för AB Volvo.

## Byggnader i urval[3]
- Göteborgs Enskilda Bank vid Västra Hamngatan 1
- Merkurhuset
- Göteborgs synagoga
- SKF:s fabrik och arbetarbostäder
- Göteborgs handelsbank vid Södra Hamngatan 17
- Valandhuset
- Stora Nygatan 17 ½
- Göteborgs konsthall (1922)[6]

### Bildgalleri

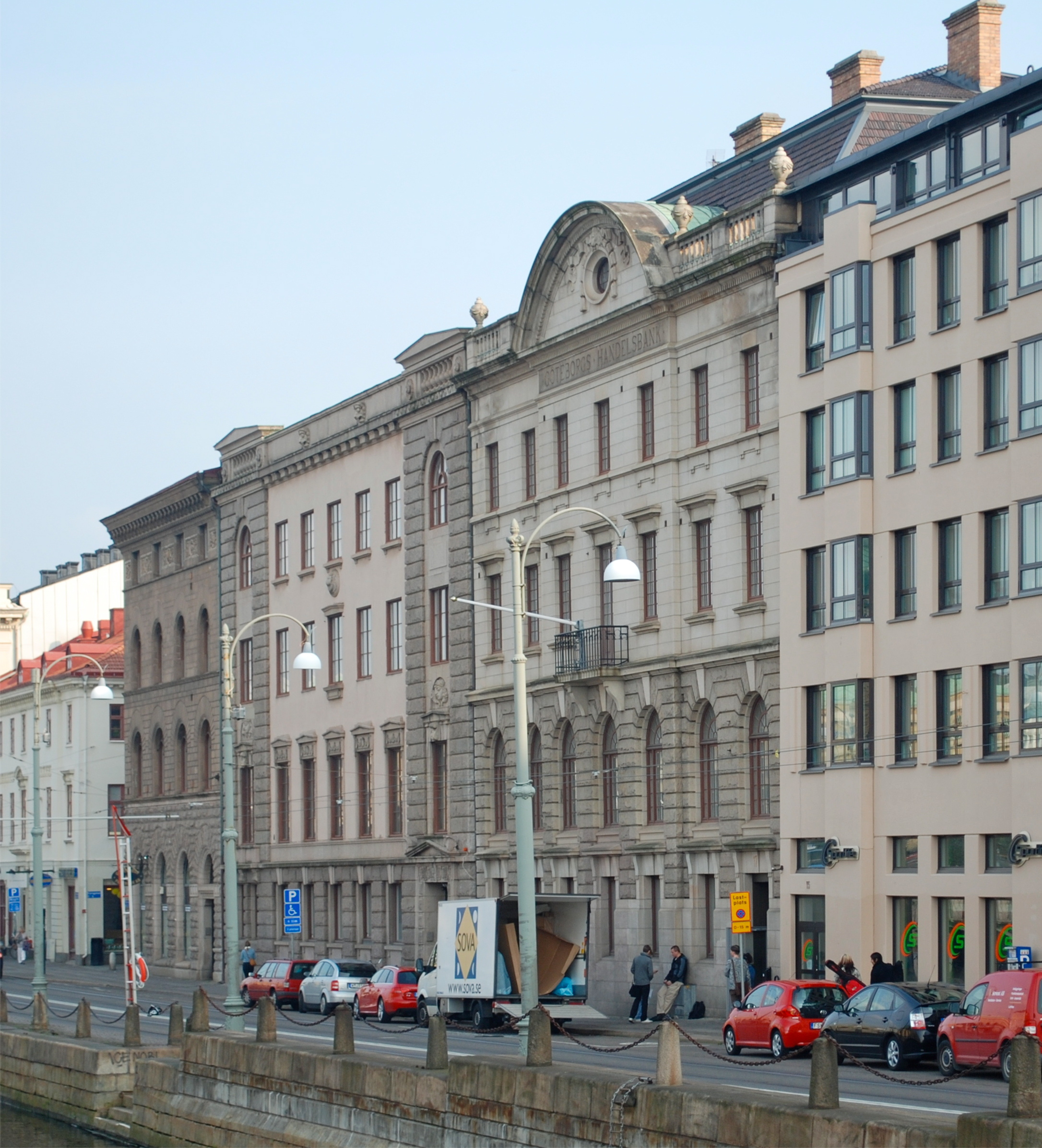
Göteborgs handelsbank
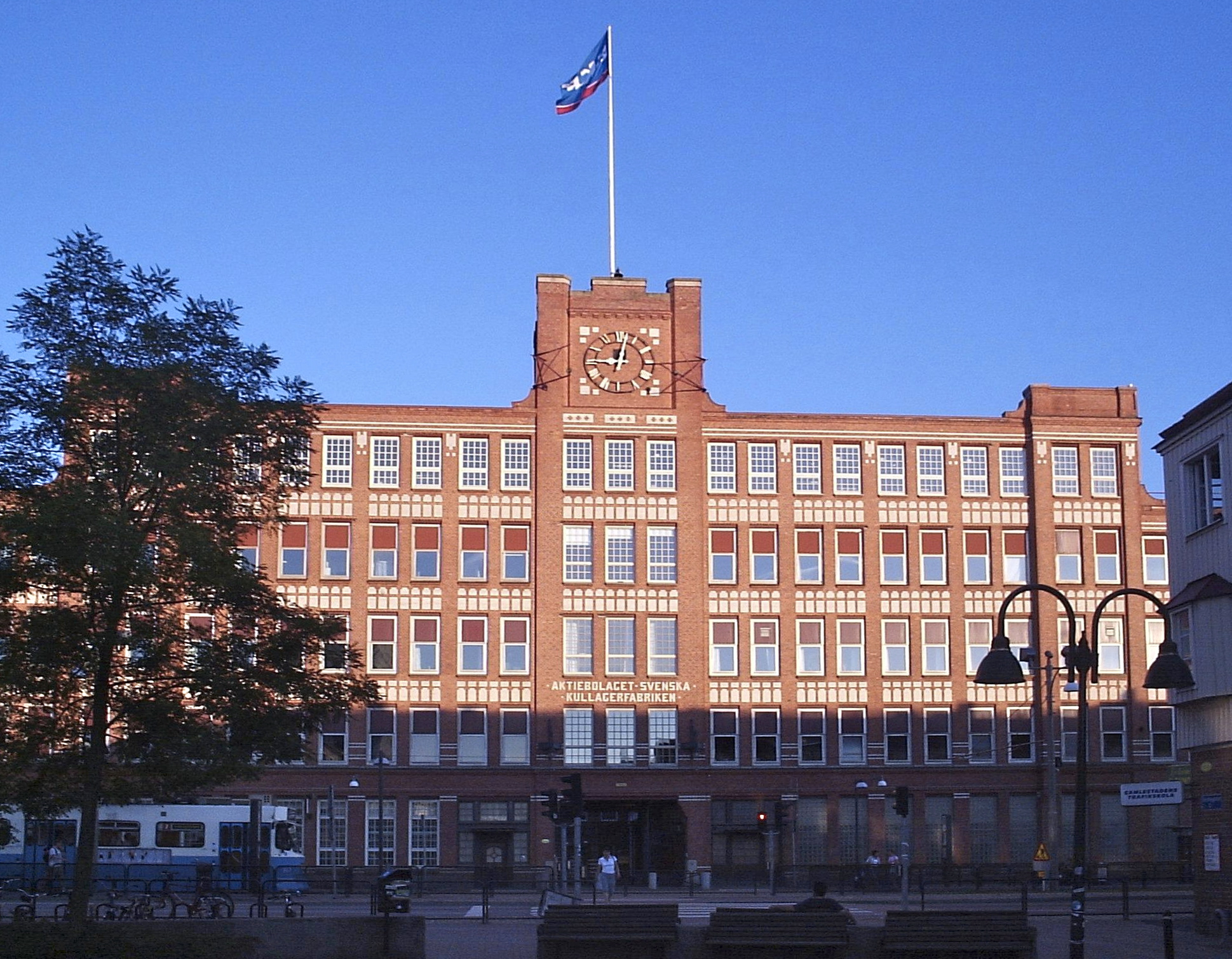
SKF:s huvudbyggnad.
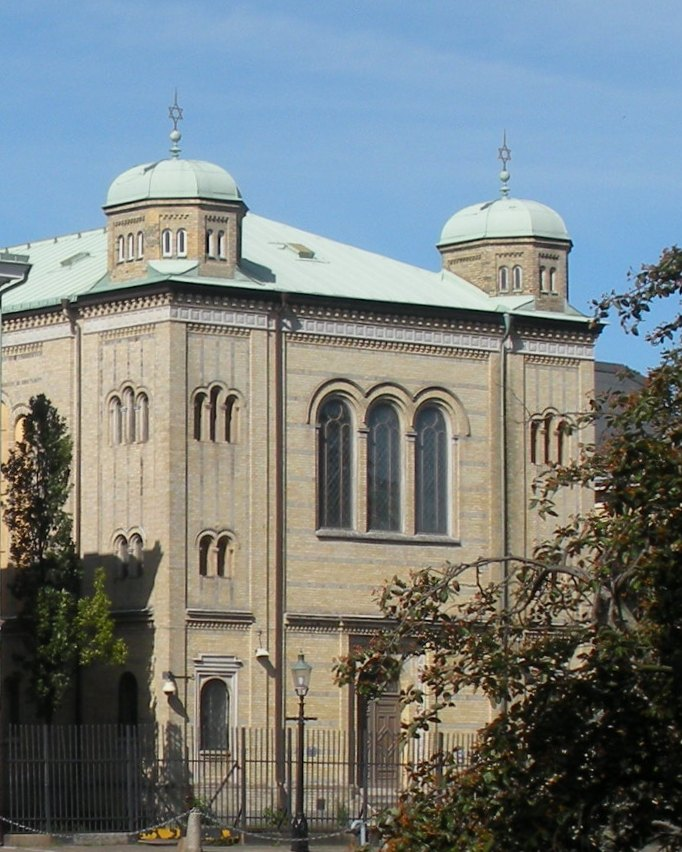
Göteborgs synagoga